# Tmesisternus subtriangularis
Tmesisternus subtriangularis là một loài bọ cánh cứng trong họ Cerambycidae.